# Wadi Kaszm al-Faksz
Wadi Kaszm al-Faksz (Wādī Khashm al Fakhkh) – dolina, ued pomiędzy Szarm el-Szejk a Dahab, na południu półwyspu Synaj w muhafazie Synaj Południowy w Egipcie. Ued położony jest w rezerwacie Nabk, przy wybrzeżu Morza Czerwonego w Zatoce Akaba.